# Out of Step
Out of Step — єдиний студійний альбом американського хардкор-панк-гурту Minor Threat. Він вийшов у квітні 1983 року на Dischord Records. Попри те, що «Out of Step» був спочатку виданий лише на компакт-дисках в обмеженій кількості та перевиданий на вінілі у 2010 році. Усі треки з альбому доступні на збірному альбомі «Complete Discography» 1989 року.

## Список композицій
Автор музики і слів Minor Threat. 
| LP (Dischord Records – каталожний номер: Dischord 10) Первая сторона | LP (Dischord Records – каталожний номер: Dischord 10) Первая сторона | LP (Dischord Records – каталожний номер: Dischord 10) Первая сторона |
| #                                                                    | Назва                                                                | Тривалість                                                           |
| -------------------------------------------------------------------- | -------------------------------------------------------------------- | -------------------------------------------------------------------- |
| 1.                                                                   | «Betray»                                                             | 3:04                                                                 |
| 2.                                                                   | «It Follows»                                                         | 1:50                                                                 |
| 3.                                                                   | «Think Again»                                                        | 2:18                                                                 |
| 4.                                                                   | «Look Back and Laugh»                                                | 3:16                                                                 |

| Друга сторона | Друга сторона   | Друга сторона |
| #             | Назва           | Тривалість    |
| ------------- | --------------- | ------------- |
| 1.            | «Sob Story»     | 1:50          |
| 2.            | «No Reason»     | 1:57          |
| 3.            | «Little Friend» | 2:18          |
| 4.            | «Out of Step»   | 1:20          |
| 5.            | «Cashing In»    | 3:43          |